# Fiedelflier
Fiedelflier is een Nederlandse stripreeks van Ben van 't Klooster, die destijds voor Toonder Studio's werkte.

## Geschiedenis
De strips werden uitgegeven door De Zeepfabrieken v.h. De Haas & Van Brero voor de supermarkt De Spar. Van oktober 1947 tot mei 1948 kregen de klanten bij de boodschappen wekelijks een stripaflevering cadeau. Deze losse stroken waren met kleurige afbeeldingen gedrukt op krantenpapier. Vervolgens konden de strips in een plaatjesalbum geplakt worden.

## Albums
- Fiedelflier in het Land Zonder Tovenaars (1947)
- Fiedelflier in het Land Zonder Vreugde (1949)